# Better Love
«Better Love» (en español: Un mejor amor) es una canción interpretada por la cantante greco-canadiense Katerine Duska. Esta canción representó a Grecia en el Festival de la Canción de Eurovisión 2019 en Tel Aviv. La canción fue presentada el 6 de marzo de 2019.